# Grand Prix automobile de Belgique 1933
Le Grand Prix automobile de Belgique 1933 est un Grand Prix qui s'est tenu sur le circuit de Spa-Francorchamps le 9 juillet 1933.

## Grille de départ
| 1re ligne | Pos. 3                  |                        | Pos. 2         |                   | Pos. 1            |
|           | Moll Alfa Romeo         |                        | Lehoux Bugatti |                   | Chiron Alfa Romeo |
| 2e ligne  |                         | Pos. 5                 |                | Pos. 4            |                   |
|           |                         | Borzacchini Alfa Romeo |                | Sommer Alfa Romeo |                   |
| 3e ligne  | Pos. 8                  |                        | Pos. 7         |                   | Pos. 6            |
|           | Grover-Williams Bugatti |                        | Varzi Bugatti  |                   | Siena Alfa Romeo  |
| 4e ligne  |                         | Pos. 10                |                | Pos. 9            |                   |
|           |                         | « Marko » Bugatti      |                | Dreyfus Bugatti   |                   |
| 5e ligne  |                         | Pos. 12                |                | Pos. 11           |                   |
|           |                         | Zehender Maserati      |                | Nuvolari Maserati |                   |

## Classement de la course

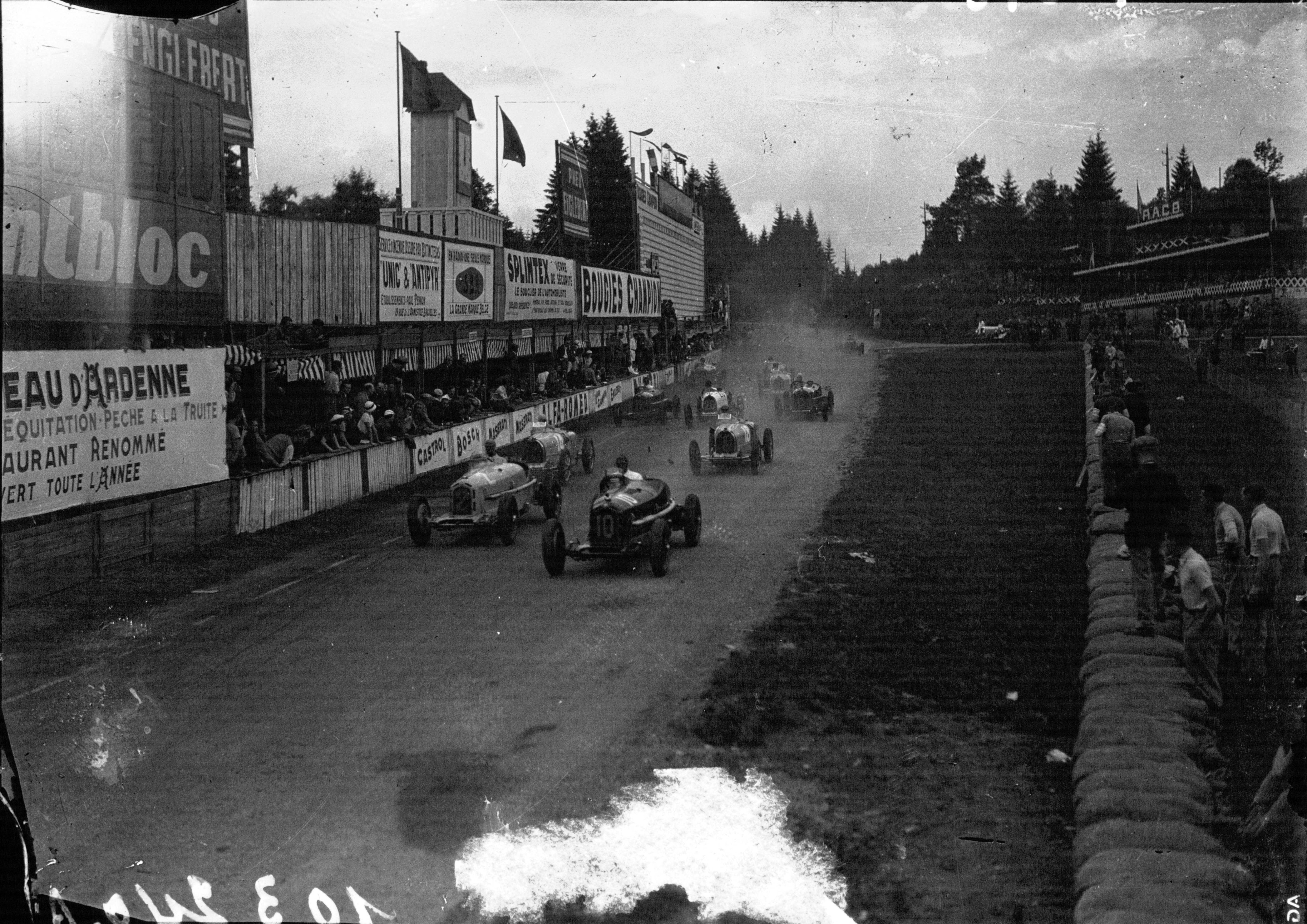
La grille de départ de la course. Louis Chiron est en pole position.

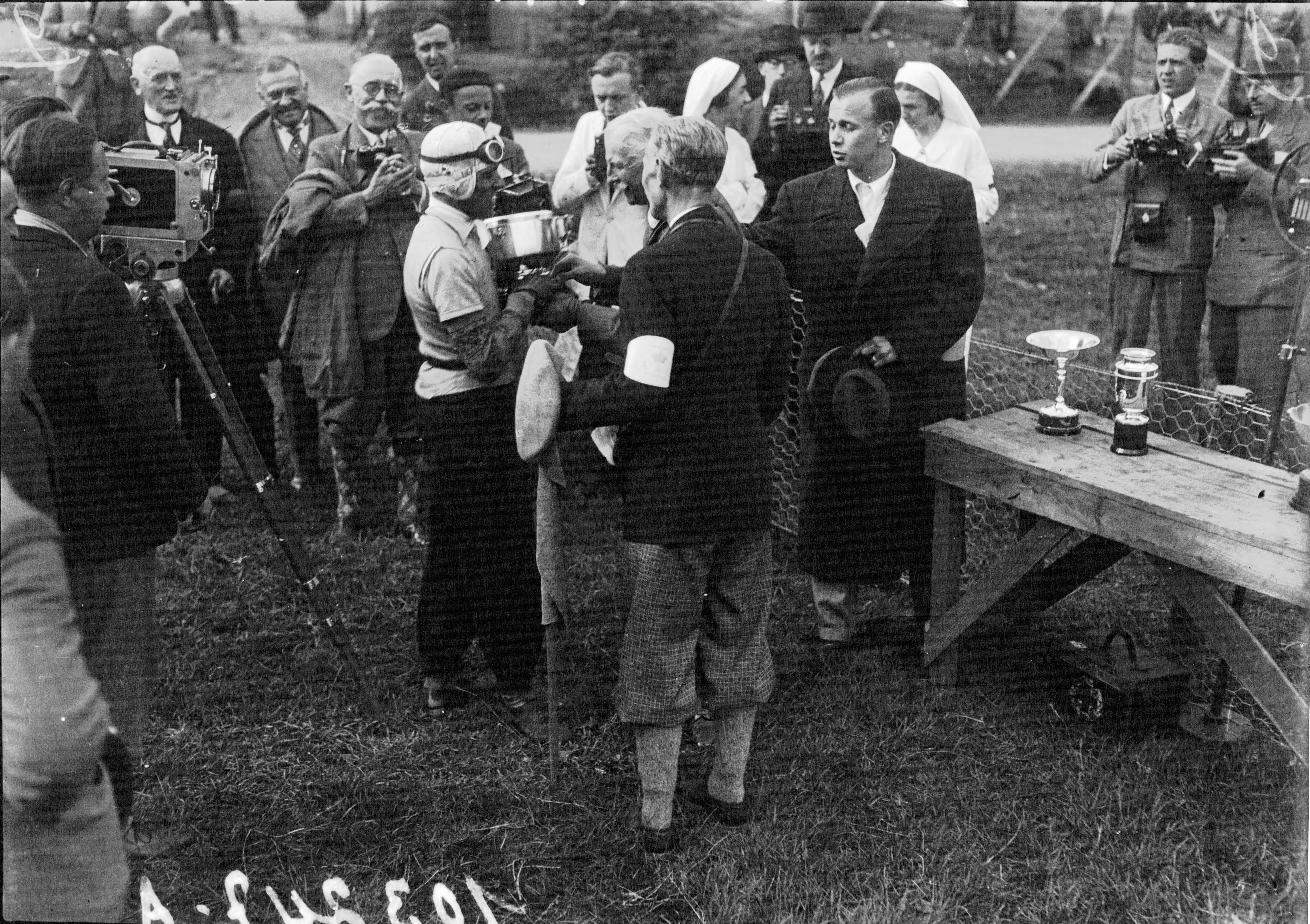
Tazio Nuvolari reçoit le trophée du vainqueur de la course.

| Pos. | no | Pilote                  | Écurie                    | Châssis          | Tours | Temps/Abandon                  | Grille | Points |
| ---- | -- | ----------------------- | ------------------------- | ---------------- | ----- | ------------------------------ | ------ | ------ |
| 1    | 22 | Tazio Nuvolari          | Scuderia Ferrari          | Maserati 8CM     | 40    | 4 h 9 min 11 s                 | 11     | 1      |
| 2    | 14 | Achille Varzi           | Automobiles E. Bugatti    | Bugatti Type 51  | 40    | + 3 min 45 s                   | 7      | 2      |
| 3    | 18 | René Dreyfus            | Automobiles E. Bugatti    | Bugatti Type 51  | 40    | + 3 min 48 s                   | 8      | 3      |
| 4    | 4  | Marcel Lehoux           | Privé                     | Bugatti Type 51  | 40    | + 4 min 17 s                   | 2      | 4      |
| 5    | 12 | Eugenio Siena           | Scuderia Ferrari          | Alfa Romeo Monza | 40    | + 7 min 59 s                   | 6      | 5      |
| 6    | 16 | William Grover-Williams | Automobiles E. Bugatti    | Bugatti Type 51  | 39    | + 1 tour                       | 8      | 6      |
| 7    | 8  | Raymond Sommer          | Privé                     | Alfa Romeo Monza | 35    | + 5 tours                      | 4      | 6      |
| Abd. | 10 | Baconin Borzacchini     | Scuderia Ferrari          | Alfa Romeo Monza | 22    | Bielle                         | 5      | 6      |
| Abd. | 6  | Guy Moll                | Privé                     | Alfa Romeo Monza | 20    | Boîte de vitesses ou embrayage | 3      | 6      |
| Abd. | 2  | Louis Chiron            | Scuderia CC               | Alfa Romeo Monza | 20    | Différentiel                   | 1      | 6      |
| Abd. | 20 | « Marko »               | Privé                     | Bugatti Type 51  | 15    | Accident                       | 10     | 6      |
| Abd. | 24 | Goffredo Zehender       | Officine Alfieri Maserati | Maserati 8CM     | 10    | Transmission                   | 12     | 6      |

- Légende: Abd.=Abandon.

## Pole position et record du tour
- Pole position :  Louis Chiron (Alfa Romeo) par tirage au sort
- Meilleur tour en course :  Tazio Nuvolari (Maserati) en 6 min 0 s 0.